# John Leslie (físico)
John Leslie ( Largo, Escocia, 16 de abril de 1766 - Largo, 3 de noviembre de 1832) fue un físico y matemático escocés.
Destacó principalmente en el estudio del calor. En 1804 inventó el cubo de Leslie, y en 1810 desarrolló el primer método de congelación artificial.

## Biografía

### Primeros años
Nació en el seno de una familia humilde, y recibió educación primaria en Largo y en Leven. A la edad de trece años se matriculó en la Universidad de St. Andrews, alentado por sus amigos, quienes ya por entonces le habían reconocido una gran capacidad para las matemáticas y la física. Tras acabar el curso estudió divinidad en Edimburgo hasta 1787. En 1788-1789 trabajó durante más de un año de profesor particular para una familia de Virginia, y de 1790 a 1792 en Eturia (Staffordshire) con la familia de Josiah Wedgwood. Mientras tanto, durante su tiempo libre se dedicó a la investigación experimental y a la traducción de «Historia natural de las aves» (Natural History of Birds) de Georges Louis Leclerc de Buffon, la cual publicó en 1793 en ocho volúmenes y le reportó cierto beneficio económico.

### Vida adulta

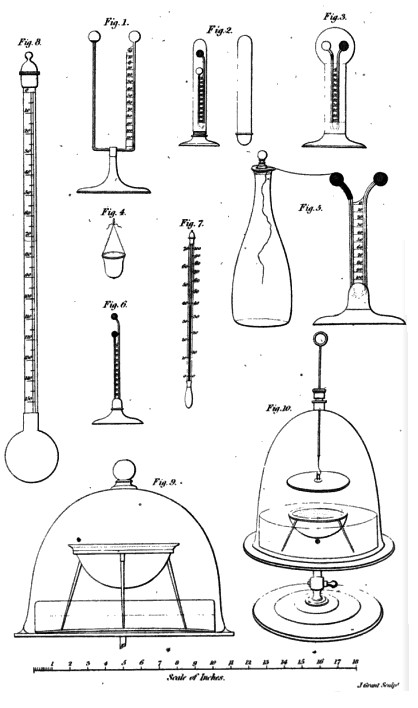
Instrumentos científicos dibujados en su publicación A Short Account of Experiments and Instruments, Depending on the Relations of Air to Heat and Moisture de 1813.

Durante los siguientes doce años, en los cuales estuvo afincado principalmente en Londres y en Largo, continuó sus estudios de física y publicó numerosos artículos en la Philosophical Journal. Su trabajo más destacado fue «Investigación experimental sobre la naturaleza y las propiedades del calor» (Experimental Inquiry into the Nature and Properties of Heat) en 1804, gracias al cual recibió la medalla Rumford de la Real Sociedad de Londres.
En 1805 fue elegido para suceder a John Playfair en la cátedra de matemáticas en la Universidad de Edimburgo, no sin antes sufrir una fuerte oposición por parte de un grupo clerical acusándole de herejía por un comentario que había realizado sobre la relación de causa y efecto.
Durante la posesión de esta cátedra publicó dos volúmenes de un «Curso de matemáticas» (Course of Mathematics); el primero de ellos se titulaba «Elementos de geometría, geometría analítica y trigonometría plana» (Elements of Geometry, Geometrical Analysis and Plane Trigonometry) y fue publicado en 1809, en 1813 terminó el segundo volumen «Geometría de las líneas curvas» (Geometry of Curve Lines). El tercer volumen, «Geometría descriptiva y teoría de los sólidos» (Descriptive Geometry and the Theory of Solids), nunca fue completado.
En 1810 desarrolló un proceso de congelación artificial, y en relación con el mismo publicó en 1813 «Un breve resumen de los experimentos y los instrumentos en la dependencia de las relaciones del aire con el calor y la humedad» (A Short Account of Experiments and Instruments depending on the relations of Air to Heat and Moisture), y en 1818 «Sobre ciertas impresiones del frío transmitido desde la alta atmósfera, con un instrumento (el aethrioscope) adaptado para su medición».

### Últimos años
En 1819, tras la muerte de Playfair, pasó a ocupar la cátedra de filosofía natural, la cual mantuvo hasta su fallecimiento, y en 1823 publicó el primer volumen de «Elementos de filosofía natural» (Elements of Natural Philosophy), principalmente para la docencia en sus clases, y el cual nunca llegó a completarse. Sus principales contribuciones a la física las hizo utilizando el llamado termómetro diferencial. Mediante la inclusión de varios ingeniosos dispositivos al termómetro diferencial pudo hacer uso del mismo en una gran variedad de investigaciones, especialmente en fotometría, higroscopía y la determinación de la temperatura del espacio.
En 1820 fue elegido miembro corresponsal del Instituto de Francia, la única distinción de este tipo que valoraba, y en 1832 fue nombrado caballero. Murió en Coates, una pequeña propiedad que había adquirido cerca de su ciudad natal.